# Jadwiżyn (powiat szczecinecki)
Jadwiżyn – osada w Polsce położona w województwie zachodniopomorskim, w powiecie szczecineckim, w gminie Szczecinek.

## Zabytki
- dwór[3].